# Schkuhria pinnata
Schkuhria pinnata es una planta de la familia Asteraceae. Es una planta utilizada en la medicina tradicional en Sudamérica y África.

## Distribución y hábitat
Es originaria de las Américas, pero actualmente se distribuye en África, Europa y Oceanía. Crece en pastizales templados y terrenos abiertos, llegando a invadir terrenos de cultivo por lo que a veces es considerada como maleza.

## Taxonomía
Schkuhria pinnata fue descrita por el botánico alemán Carl Ernst Otto Kuntze y publicado en la revista Repertorium Specierum Novarum Regni Vegetabilis 11(16/20): 308  en 1912.
Etimología
Schkuhria: nombre genérico en honor a Christian Schkuhr (1741-1811), ilustrador y botánico alemán.
pinnata: epíteto latíno que significa "alada".
Sinonimia
- Amblyopappus mendocinus Phil.
- Hopkirkia anthemoidea DC.
- Pectis pinnata Lam. (basónimo)
- Rothia pinnata (Lam.) Kuntze
- Rothia pinnata var. pallida Kuntze
- Rothia pinnata var. pinnata
- Rothia pinnata var. purpurascens Kuntze
- Schkuhria abrotanoides Roth
- Schkuhria abrotanoides var. abrotanoides
- Schkuhria abrotanoides var. isopappa (Benth.) Hieron.
- Schkuhria abrotanoides var. pomasquiensis Hieron.
- Schkuhria advena Thell.
- Schkuhria anthemoidea var. wislizeni (A. Gray) Heiser
- Schkuhria anthemoidea var. wrightii (A. Gray) Heiser
- Schkuhria bonariensis Hook. & Arn.
- Schkuhria coquimbana Phil.
- Schkuhria glabrescens Gand.
- Schkuhria hopkirkia A. Gray
- Schkuhria isopappa Benth.
- Schkuhria octoaristata DC.
- Schkuhria pinnata (Lam.) Kuntze
- Schkuhria pinnata var. abrotanoides (Roth) Cabrera
- Schkuhria pinnata var. octoaristata (DC.) Cabrera
- Schkuhria pinnata var. pinnata
- Schkuhria pinnata var. wislizeni (A.Gray) B.L.Turner
- Schkuhria wislizeni A. Gray
- Schkuhria wislizeni  var. frustrata S.F.Blake
- Schkuhria wislizeni  var. wislizeni
- Schkuhria wislizeni  f. wislizeni
- Schkuhria wislizeni  var. wrightii (A. Gray) S.F.Blake
- Schkuhria wrightii A. Gray
- Tetracarpum anthemoideum (DC.) Rydb.
- Tetracarpum flavum Rydb.
- Tetracarpum guatemalensis Rydb.
- Tetracarpum pringlei (S.Watson) Rydb.
- Tetracarpum wrightii (A. Gray) Rydb.

## Importancia económica y cultural

### Uso en la medicina tradicional
En el Callejón de Huaylas en Áncash, es utilizada para tratar afecciones del hígado, depuración de la sangre luego de una dermatosis y regular la presión alta. En las provincias de Córdoba, Santiago del Estero y San Luis, en Argentina, se utiliza para afecciones digestivas, como depurativa sanguínea y adelgazante.

## Nombres comunes
- Canchalagua, pitzana, asha pichana, kanchalagua,[9] matapulgas, canchalagua de Castilla (Paraguay)[11]
- Anisillo cimarrón de México, escoba de anisillo (México)[12]

## Galería de imágenes

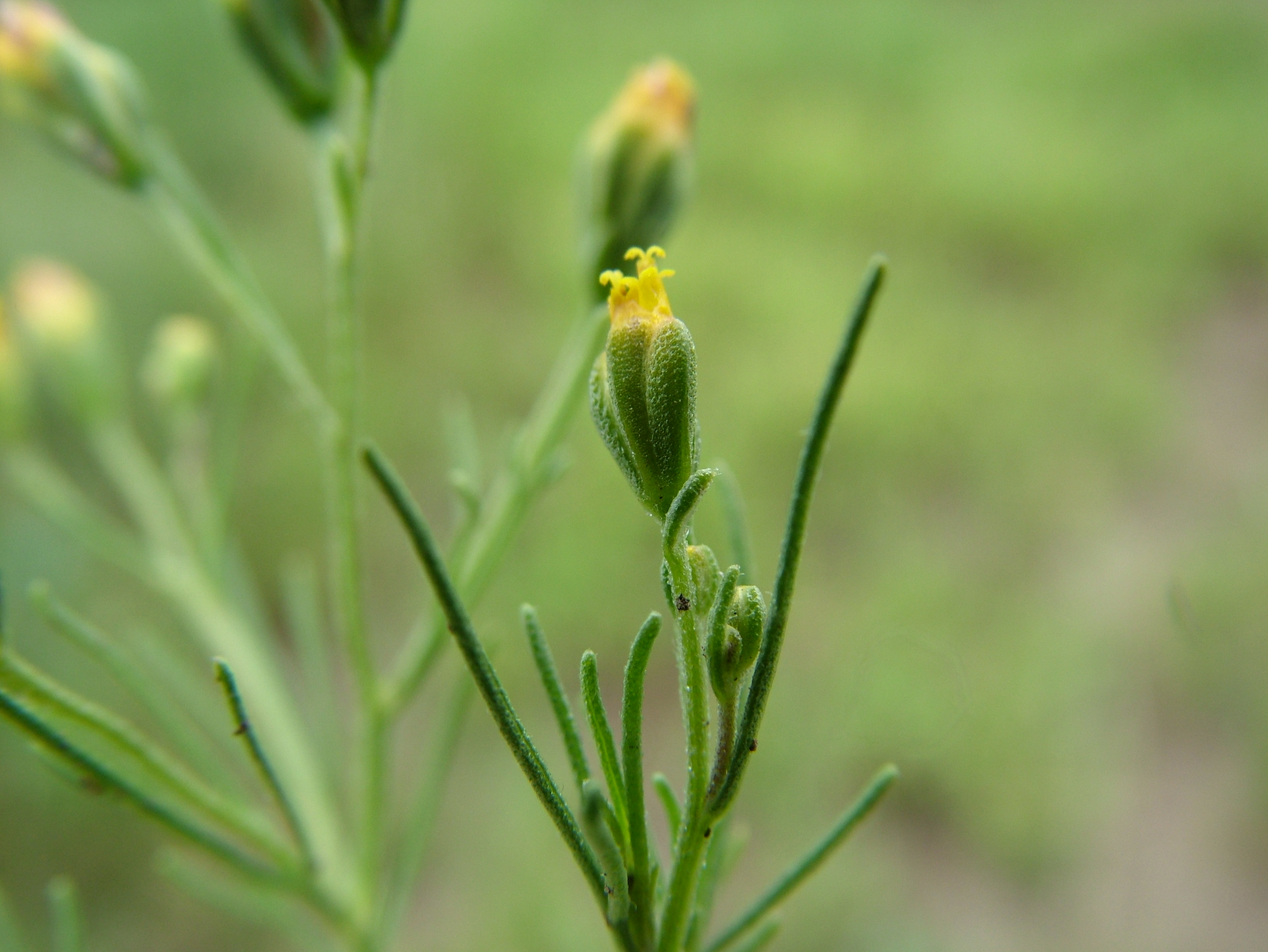
Vista de detalle de la cabeza de la flor.
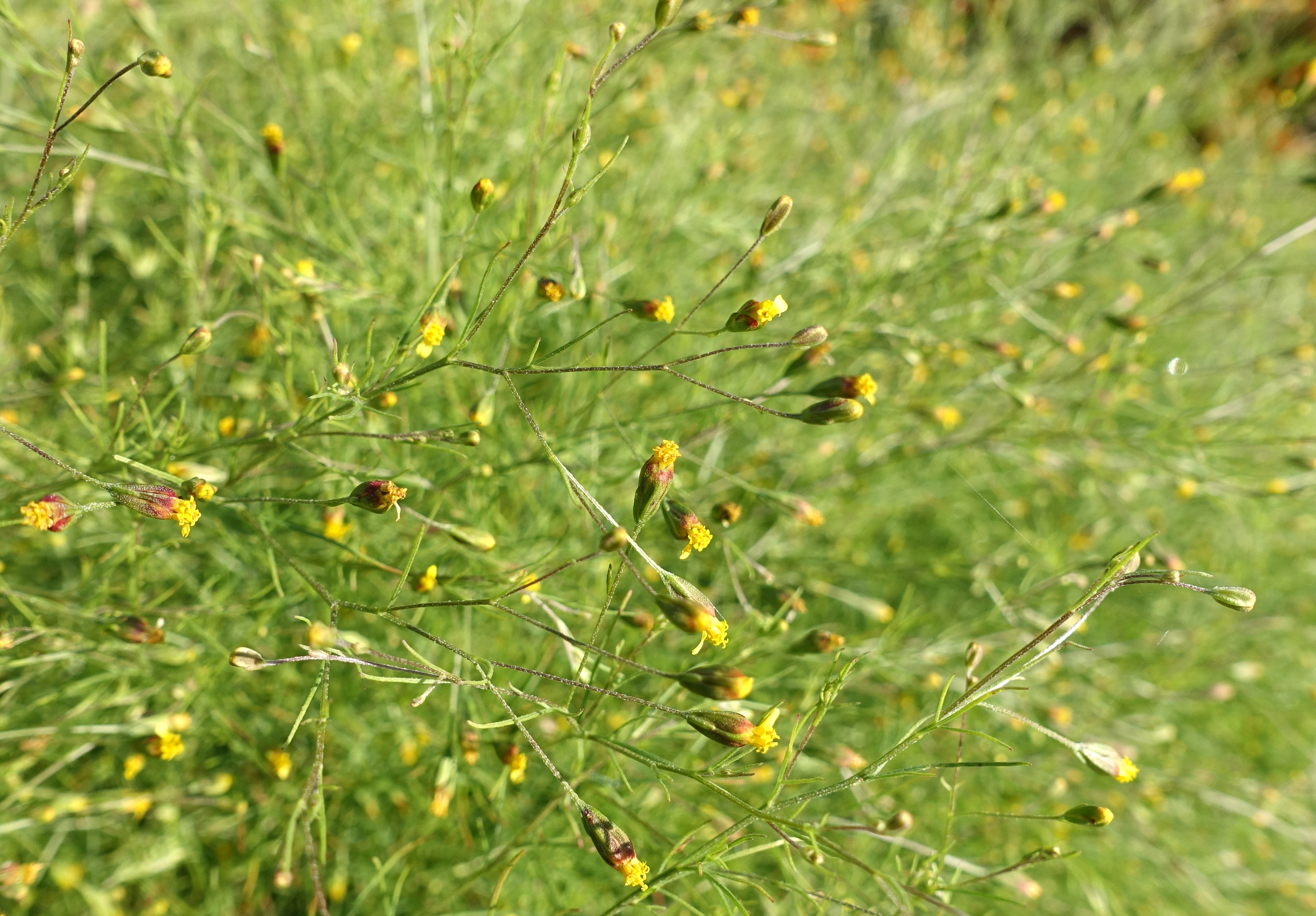
Planta en Estocolmo, Suecia.
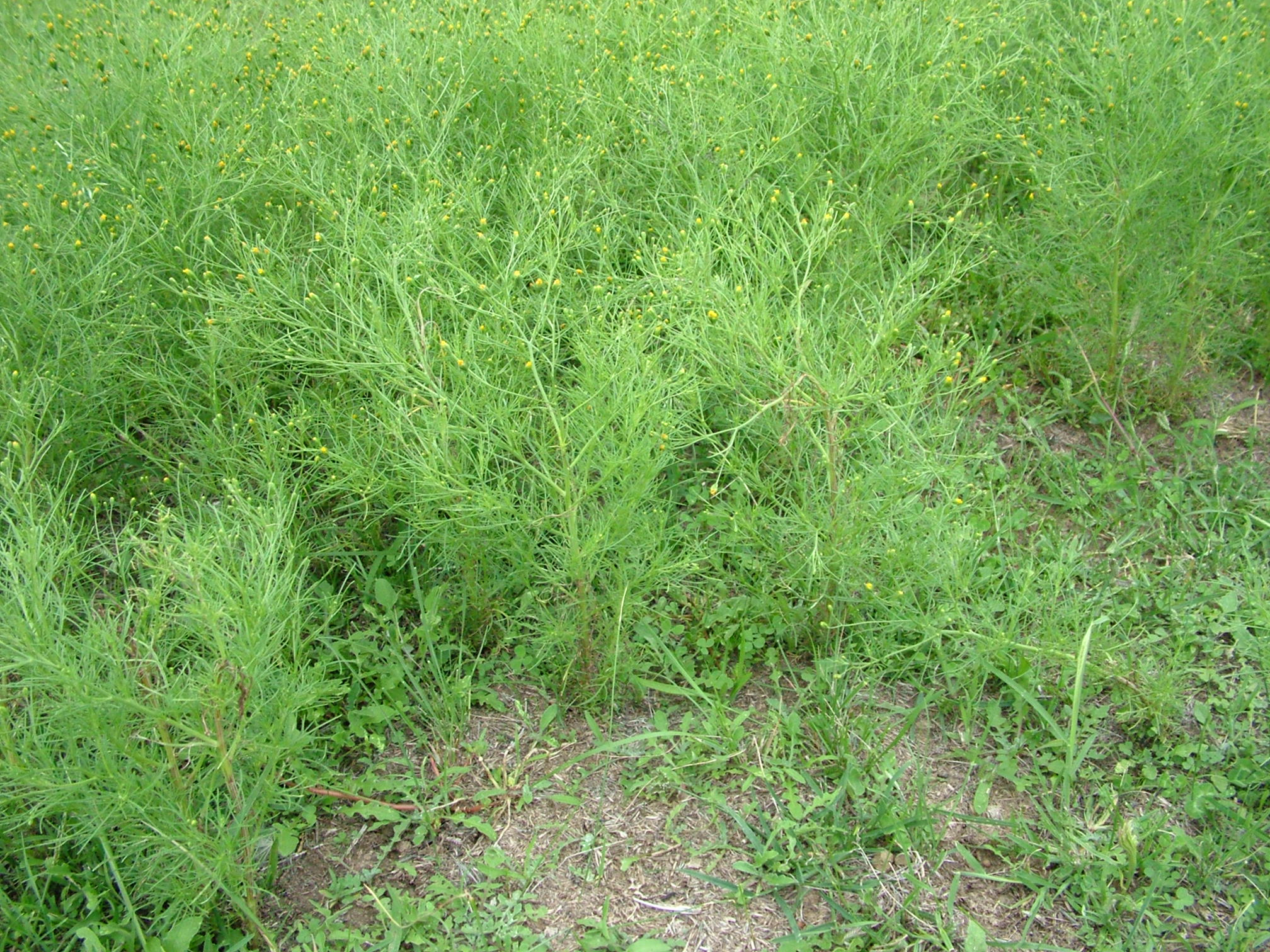
Plantas creciendo en Australia.
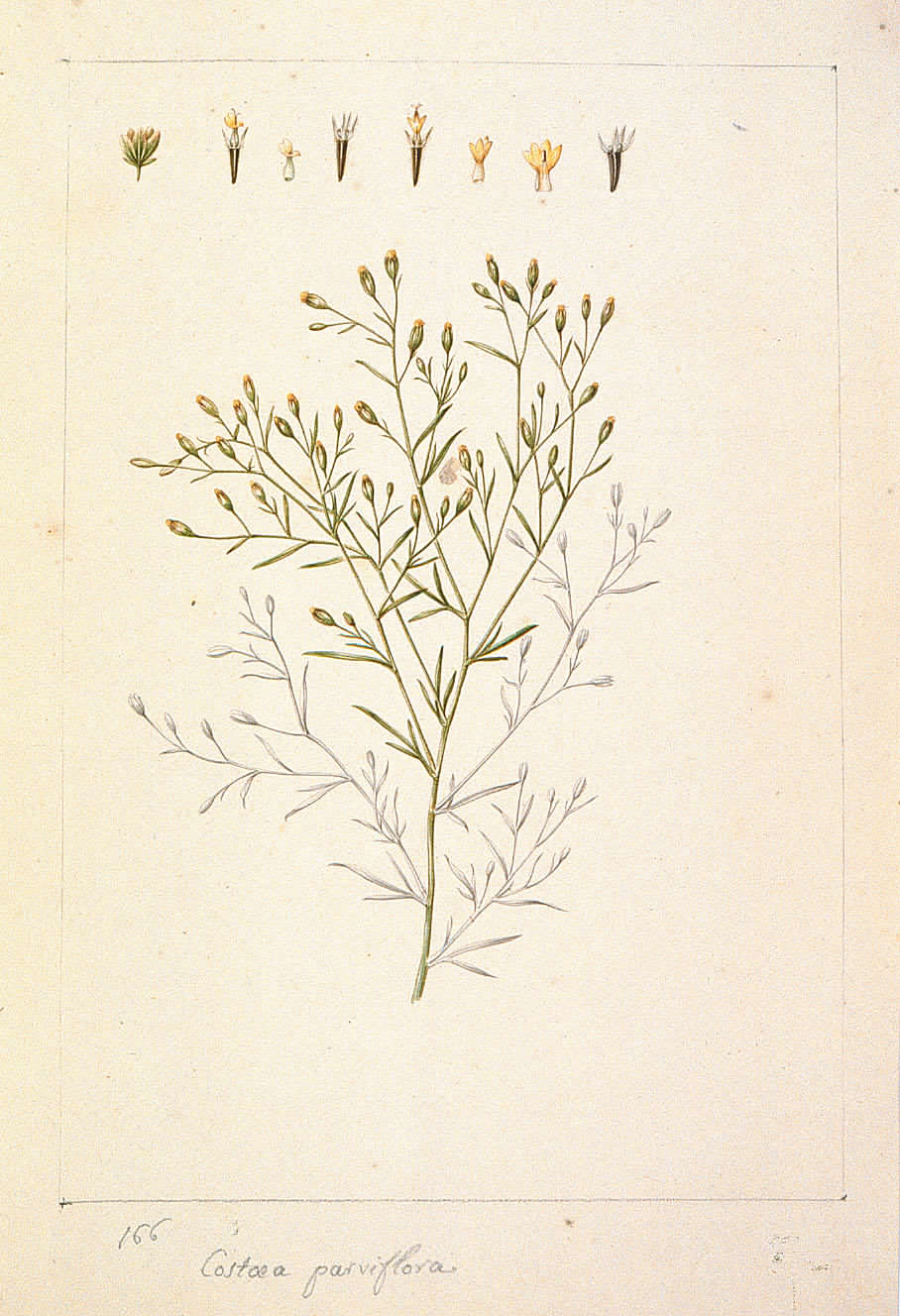
Ilustración botánica de Schkuhria pinnata.